# Sokil, Kameanka-Buzka
Sokil (în ucraineană Сокіл) este un sat în comuna Jeldeț din raionul Kameanka-Buzka, regiunea Liov, Ucraina.

## Demografie
Componența lingvistică a localității Sokil
     Ucraineană (100%)
Conform recensământului din 2001, toată populația localității Sokil era vorbitoare de ucraineană (100%).